# 手擲機
手擲機（Hand Launch Glider，HLG）是一种用手投擲的滑翔機，此类飛機是利用熱氣流上升，所以通常质量很輕。
手擲機依投擲方式分為：
- 標槍式投擲：JLG, Javelin Launch Glider
- 側臂式投擲：SAL, Side Arm Launch
- 鐵餅式投擲：DLG, Discus Launch Glider

手擲機依操控方式分為：自由飛手擲機與遙控手擲機。